# Farrenkopf (Hausach)
Der auch als „Rigi des mittleren Schwarzwalds“ bezeichnete Farrenkopf (788,6 m ü. NHN) ist eine Erhebung im mittleren Schwarzwald in der Nähe von Gutach (Schwarzwaldbahn).

## Tourismus
Der Berg wird bei einer Begehung des Westwegs von Hausach aus zum Büchereck überschritten. Ein weiterer markierter Anstieg führt von Gutach (Schwarzwaldbahn) auf ihn. Am Farrenkopf liegt die Hasemann-Hütte, benannt nach dem Kunstmaler Prof. Wilhelm Hasemann. Die Hütte ist nicht bewirtschaftet, kann aber als Schutzhütte genutzt werden. Im Erdgeschoss kann man an Tischen sitzen und der Dachboden dient als Liegefläche. Der Schwarzwaldverein Gutach sorgt für die Erhaltung der Hütte. Jedes Jahr findet hier am Neujahrstag der weithin bekannte Neujahrshock statt. Es gibt in der Nähe eine Quelle, um seinen Wasservorrat aufzufüllen.